# 純潔 (南沙織の曲)
『純潔』（じゅんけつ）は、南沙織通算4枚目のシングル。1972年6月1日発売。発売元はCBS・ソニー。

## 解説
歌手デビュー1周年記念盤とも銘打たれた、4枚目のシングル盤。当時、根拠なきプライベートな話題で週刊誌等にバッシングを受けていたのだが、それらに対するシンシア（サイド）の答えをこの歌に託したという。曲のタイトルは音楽プロデューサー・酒井政利による。また、歌詞がつけられる前段階のトラックが録音されたデモ・テープを聴いた南が「歌いたい」と強く感じた曲だそうで、プロ意識があらためて目覚めた大事な1曲である。 
本楽曲で『第23回NHK紅白歌合戦』に出場をした（通算2回目）。その映像は、2006年6月14日発売の35周年CD-BOX『Cynthia Premium』に収められたDVDでも見ることが出来る。その紅白の舞台では、南が歌うバックで歌手デビュー前のキャンディーズがパンダの着ぐるみたち（中に入っていたのは天地真理・小柳ルミ子・谷啓）と踊っていた。後に南が歌うシーンのほんの一部分と3匹のパンダが着ぐるみの頭部分をとるシーンが、2002年年末の NHK BS2特番『あなたが選ぶ思い出の紅白・感動の紅白』内で放送された。また、トップバッターで天地が歌う際も手拍子をする南や小柳が頻繁に映されるなど、新時代の "三人娘" を意識した演出が繰り広げられた。 
B面曲の「素晴らしいひと」は、曲の間奏で英語のセリフが登場するナンバー。曲中に台詞を取り入れるアイディアは、次のシングル「哀愁のページ」や、後のアルバム曲にも影響を及ぼすこととなった。尚、今作品のレコード・ジャケットで初めて、カメラマンに篠山紀信が起用されている。

## 収録曲
- 両楽曲とも、作詞：有馬三恵子、作曲・編曲：筒美京平

1. 純潔（3:03）
2. 素晴らしいひと（2:47）

## 収録作品（LP・CD）
- 純潔

純潔／ともだち
ギフトパック 南沙織 -1972年版-
ギフトパック 南沙織 -1973年版-
南沙織ヒット全曲集 -1974年版-
南沙織デラックス
南沙織ヒット全曲集 -1975年版-
Best of Best 南沙織のすべて
シンシアのハーモニー
シンシア・ラブ
シンシア・メモリー
THE BEST / 南沙織 -1978年6月版-
THE BEST / 南沙織 -1978年11月版-
THE BEST / 南沙織 -1979年6月版-
THE BEST / 南沙織 -1979年11月版-
THE BEST / 南沙織 -1980年版-
THE BEST / again 南沙織
THE BEST / 南沙織 -1982年版-
南沙織のすべて
南沙織ベスト・コレクション
南沙織ベスト Recall 〜28 SINGLES SAORI + 1〜
Cynthia Memories
Cynthia Best 〜 Eternity
GOLDEN J-POP/THE BEST 南沙織
CYNTHIA ANTHOLOGY
DREAM PRICE 1000 南沙織 17才
GOLDEN☆BEST 南沙織 筒美京平を歌う
南沙織 THE BEST 〜 Cynthia-ly
ドーナツ盤型12cmCDコレクション
Cynthia Premium
南沙織 スーパー・ベスト
南沙織 BEST OF BEST
GOLDEN☆BEST 南沙織 コンプリート・シングルコレクション
GOLDEN☆BEST 新三人娘 〜天地真理・小柳ルミ子・南沙織〜
南沙織 スーパー・ヒット
南沙織 ベスト・ヒット
ゴールデン☆アイドル 南沙織
CYNTHIA ALIVE
- 純潔 -New Vocal-

20才まえ
Cynthia Premium
- 純潔 -SQ 4ch Ver.-

南沙織ヒット全曲集 -1974年版-
- 純潔 (ノンストップmix Ver.)

TSU-TSU MIX 南沙織
- 純潔 -Live #1-　（メドレー）

CYNTHIA IN CONCERT
CYNTHIA ANTHOLOGY
- 純潔 -Live #2-

Good-by Cynthia
Cynthia Memories
- 素晴らしいひと

純潔／ともだち
哀愁のページ
ギフトパック 南沙織 -1972年版-
Cynthia Memories
GOLDEN J-POP/THE BEST 南沙織
CYNTHIA ANTHOLOGY
GOLDEN☆BEST 南沙織 筒美京平を歌う
ドーナツ盤型12cmCDコレクション
Cynthia Premium
ゴールデン☆アイドル 南沙織